# Long Trung
Long Trung là một xã thuộc huyện Cai Lậy, tỉnh Tiền Giang, Việt Nam.

## Địa lý
Xã Long Trung tiếp giáp xã Cẩm Sơn ở phía tây bắc, tiếp giáp xã Hội Xuân ở phía tây nam, tiếp giáp xã Long Tiên ở phía đông bắc, tiếp giáp xã Tam Bình ở phía đông nam. Phía bắc tiếp giáp địa phận của thị xã Cai Lậy. Phía nam giáp sông Tiền, nhìn qua bên kia sông là xã cù lao Ngũ Hiệp.
Các con sông, kênh, rạch chảy qua địa bàn xã gồm: rạch Bầu Điền, rạch Cây Da, rạch Cây Khế, rạch Hai Thiết, rạch Ông Bảo, rạch Ông Tùng, rạch Tư Lê, sông Năm Thôn, sông Trà Tân.

## Hành chính
Xã Long Trung có diện tích 15,11 km², dân số năm 1999 là 12.141 người, mật độ dân số đạt 804 người/km².
Xã được chia thành 15 ấp: ấp 1, 2, 3, 4, 5, 6, 7, 8, 11, 12, 13, 14, 15, 16, 17.

## Lịch sử
Sau Cách mạng Tháng Tám năm 1945, hai làng Hưng Long và Mỹ Long Trung hợp lại thành một lấy hai chữ cuối của hai làng là Long và Trung để đặt tên cho xã mới là Long Trung, như ngày nay.
Công trình cổ nhất là đình Mỹ Đông Trung được lập vào cuối thế kỷ 18, đến năm 1811 được vua Thiệu Trị sắc phong cho Thần làng Mỹ Đông Trung là Thượng Đẳng Thần. Đến Cách mạng Tháng Tám thì đình đổi tên thành đình Long Trung theo tên xã.
Ngày 10 tháng 7 năm 2020, HĐND tỉnh Tiền Giang ban hành Nghị quyết số 11/NQ-HĐND về việc:
- Sáp nhập Ấp 2 vào Ấp 1.
- Sáp nhập Ấp 4 vào Ấp 5.

## Kinh tế – Xã hội
Hầu hết dân cư sống bằng nông nghiệp, canh tác chuyên canh vườn cây ăn quả, xã có 1.500 ha trồng trọt thì có 950 ha sầu riêng. Trong đó, 80% diện tích sầu riêng có thể xử lý mùa vụ nghịch. Năm 2015, sản lượng trái cây của xã khoảng 30.000 tấn. Năng suất trung bình 25 tấn sầu riêng/ha. Doanh thu 1,8 tỷ đồng VND/ha. Khó khăn nghiêm trọng là tình trạng nhiễm mặn thường niên, đặc biệt là vào năm 2020, dẫn đến các vườn canh tác sầu riêng bị chết cây.
Thu nhập bình quân đầu người là 52 triệu đồng/người/năm. Tỉ lệ hộ nghèo chỉ còn 2,03 %.
Đường trong xã đều được trải nhựa hoặc đổ bê tông. Xã Long Trung nối với cù lao Ngũ Hiệp ở phía nam bởi cầu Ngũ Hiệp hoàn thành xây dựng vào năm 2020 dài 285m, ngang 10m, gồm 7 nhịp. Trung tâm mua bán của xã là chợ Ba Dừa (hay chợ Long Trung) nằm ở đông bắc, từ ngã ba Ba Dừa, điểm giao của huyện lộ 62 với tỉnh lộ 868 chạy vào chừng 1 km. Ở phía nam xã có một chợ nhỏ là chợ Hưng Long. Xã Long Trung tiếp giáp xã Tam Bình ở phía đông, ranh giới tiếp giáp là tỉnh lộ 868, trên tuyến này có 2 khu vực mua bán là chợ Cây Bã Đậu và Ngã tư Hưng Long. Tuyến đường quan trọng khác là tỉnh lộ 864 chạy theo hướng tây - đông ở phía nam xã, chợ Hưng Long nằm trên tuyến đường này.

### Di tích
Đình Long Trung có tên cũ là Mỹ Đông Trung Đình, trải qua hai lần trùng tu lớn cùng với nhiều lần trùng tu nhỏ khác. Lần trùng tu thứ nhất là vào năm 1896 do nhà nho Huỳnh Nhất Vinh, ông đã cho trùng tu có quy mô như hiện nay. Lần trùng tu thứ hai là vào năm 1944 do ông Hồ Đắc Phong-một vị chức sắc trong vùng đã đứng ra chủ trì thay đổi cổng đình (cổng Tam Quan, cặp rạch Ông Bảo) ra phía sau đình (cổng hiện nay). Từ đó đến nay, đình cũng trải qua nhiều lần tu sửa nhưng vẫn giữ được nét kiến trúc như mới ban đầu xây dựng. Đình được công nhận là di tích - kiến trúc cấp quốc gia (nghệ thuật) vào năm 1999.

## Ảnh

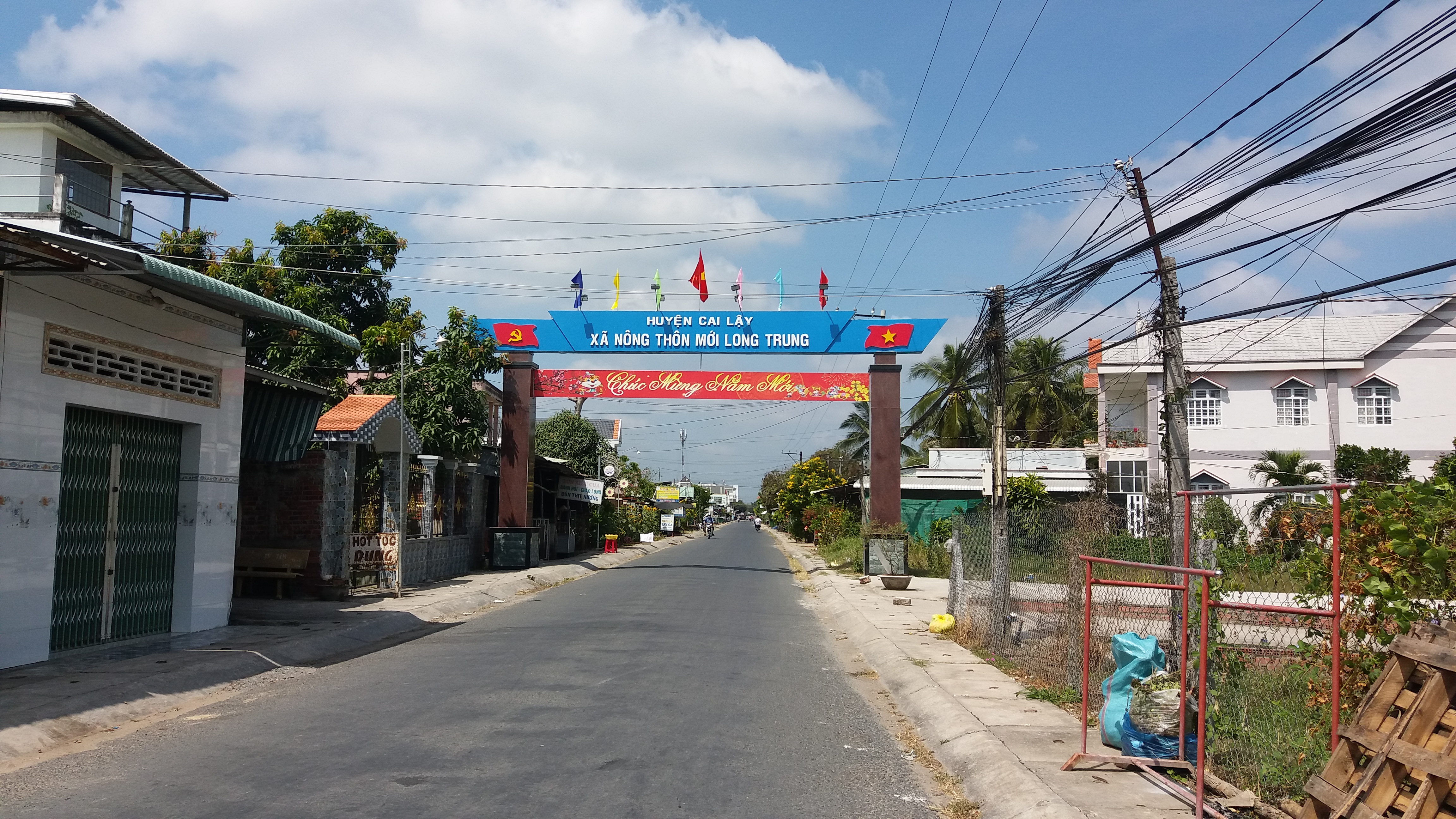
Huyện lộ 62.
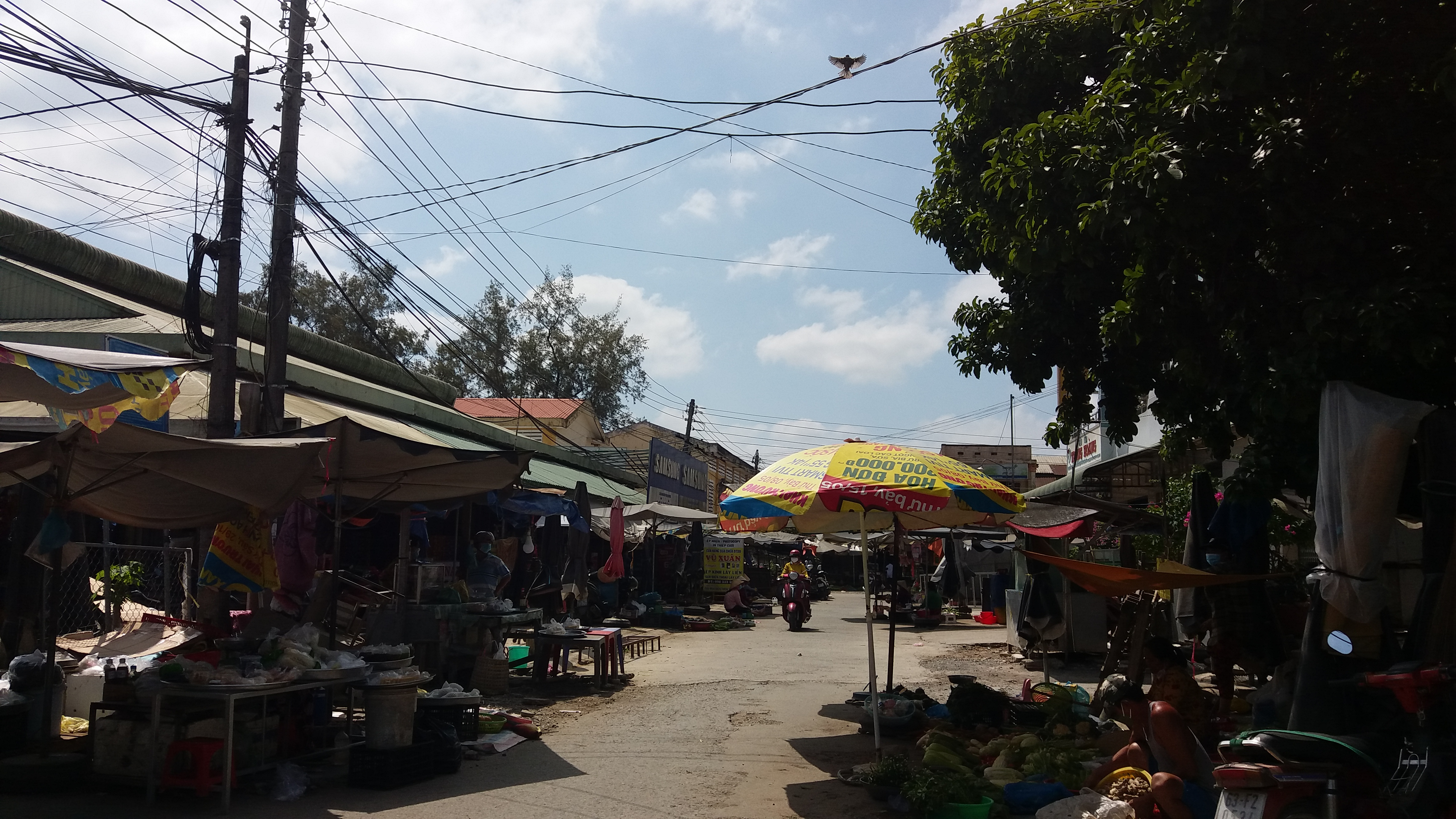
chợ xã Long Trung.
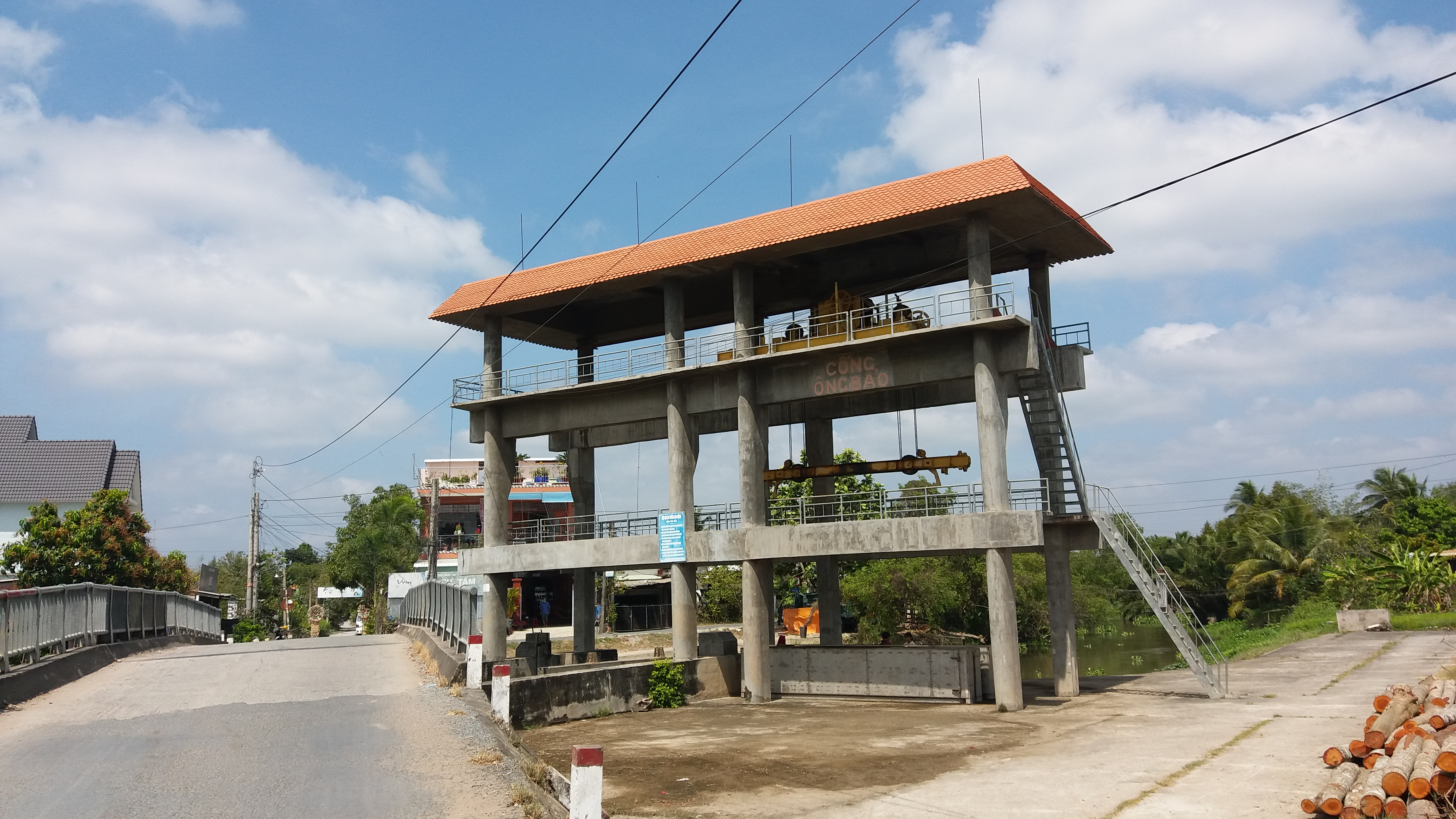
cống Ông Bảo.
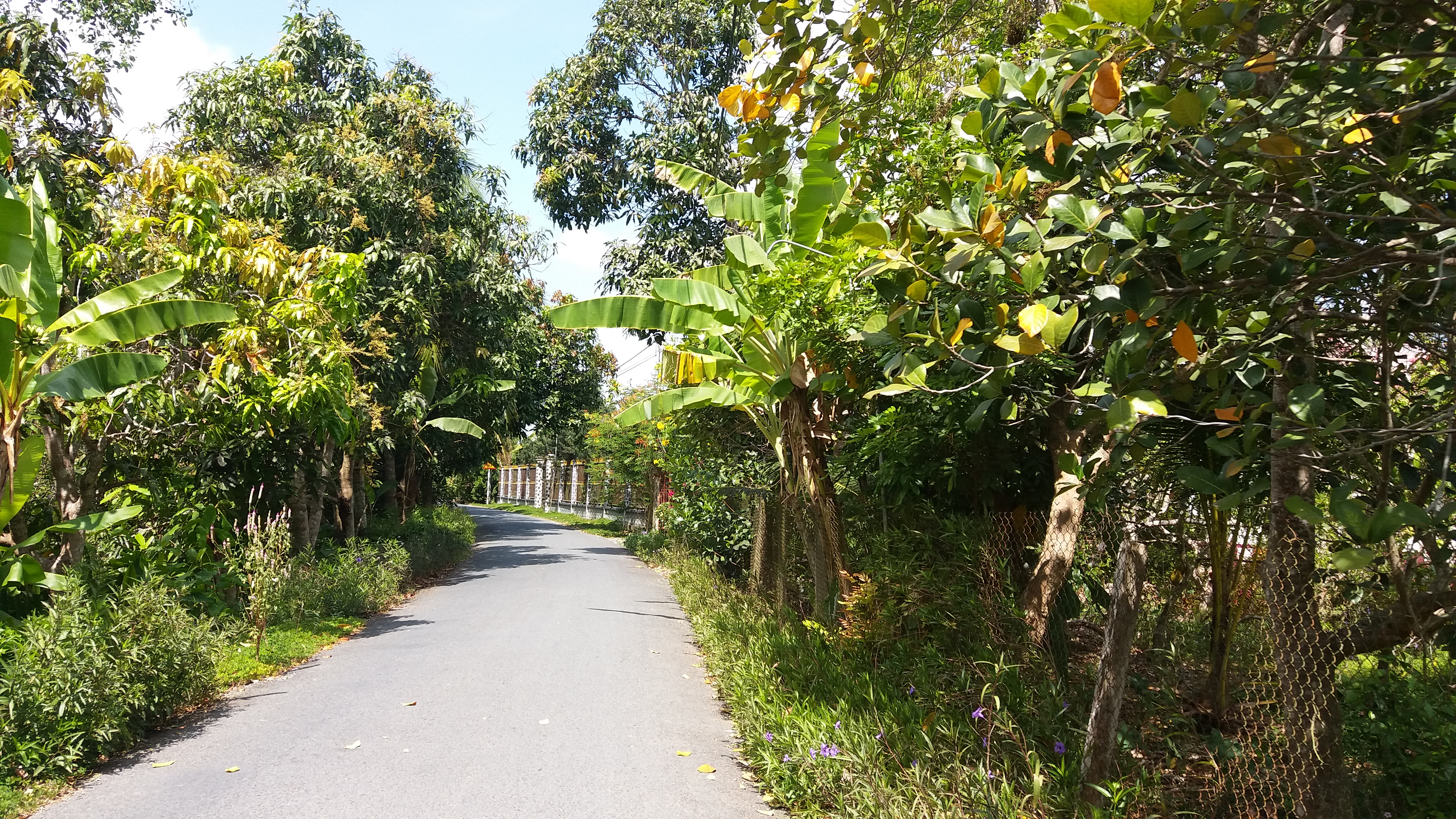
Đoạn đường nhựa gần chợ xã.
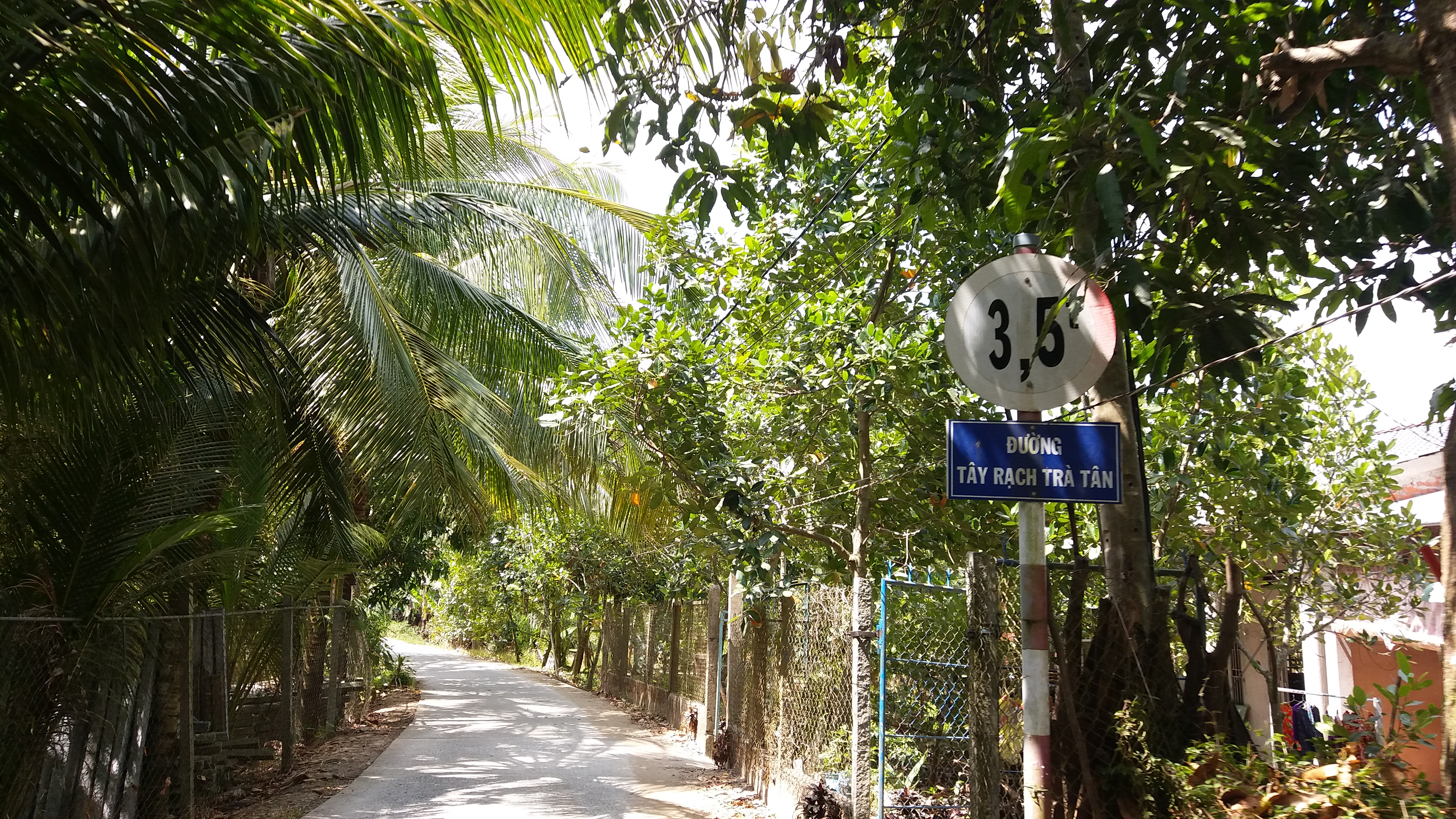
Đường Tây rạch Trà Tân.
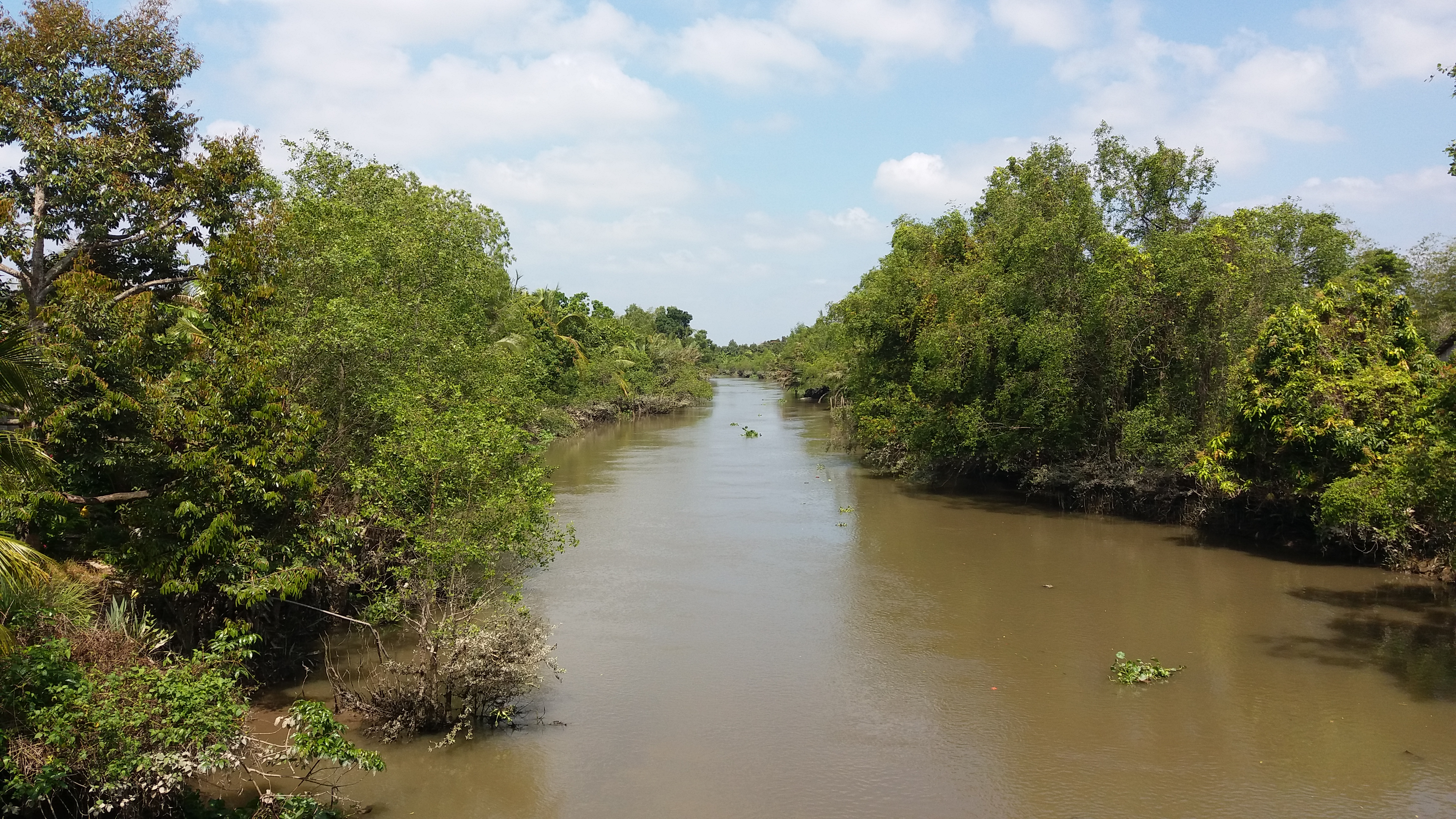
Một dòng kênh trong xã.
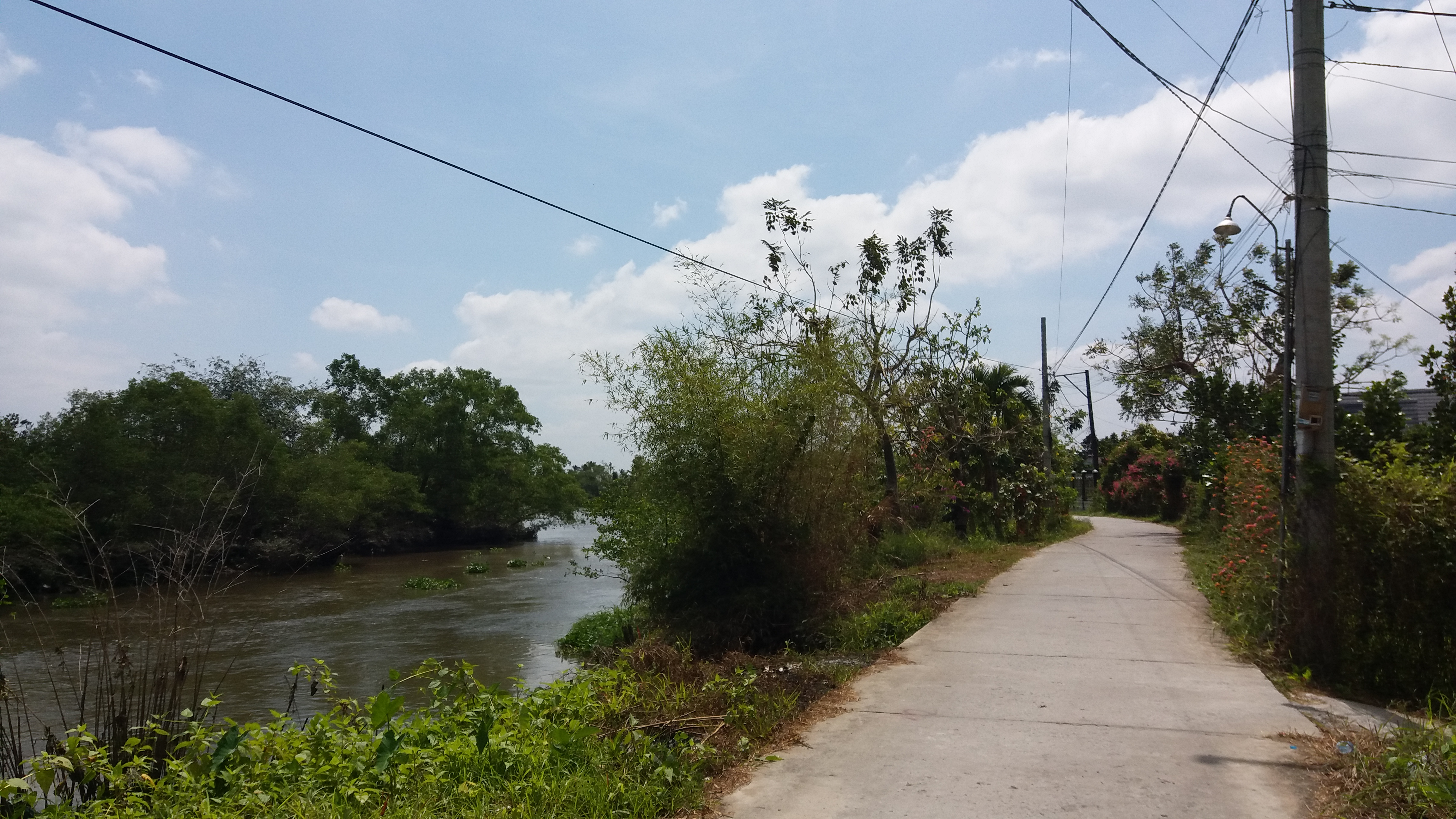
Rạch Trà Tân.
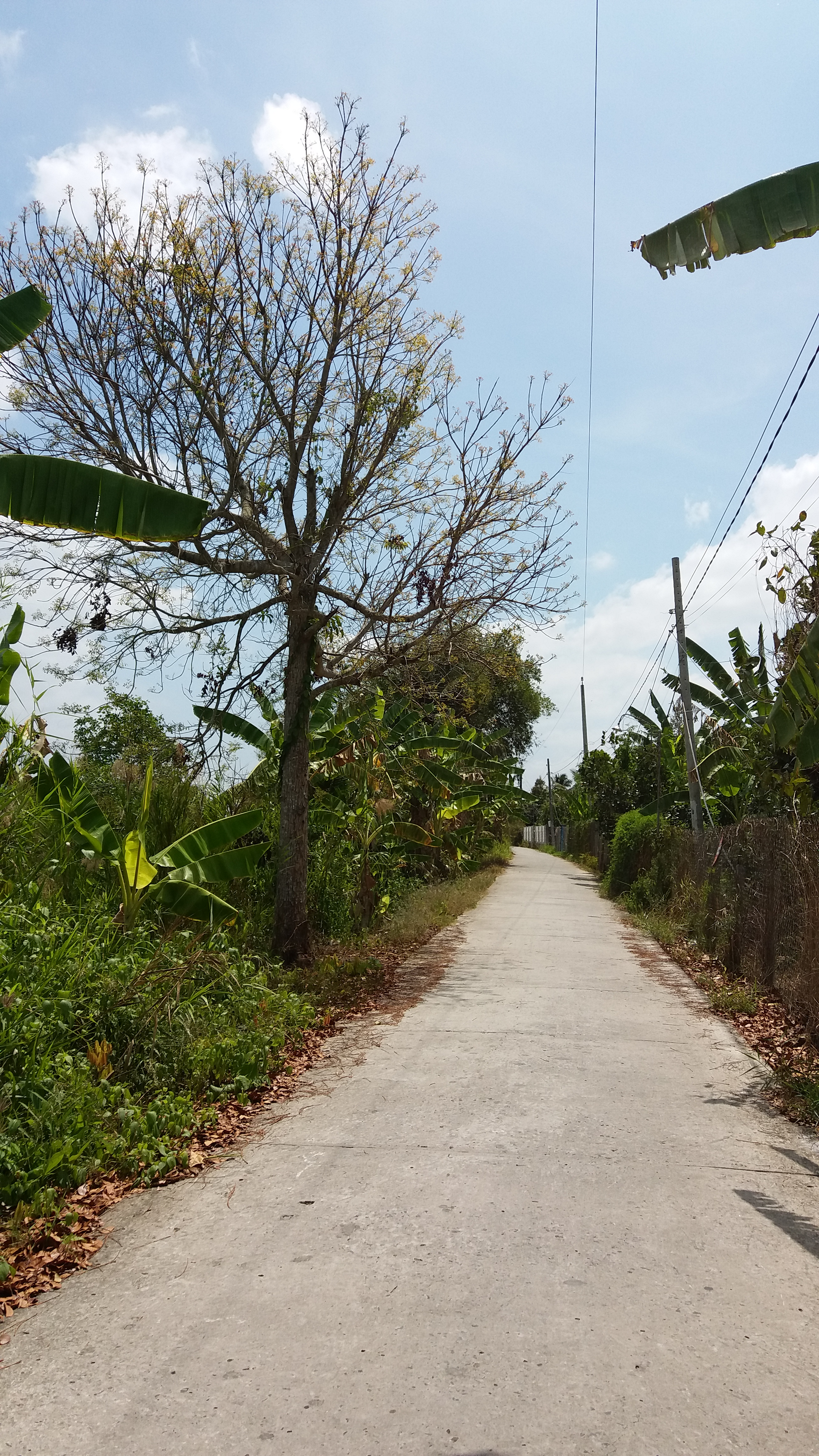
Đường Tây rạch Trà Tân.